# Claoxylon
Genre
Claoxylon est un genre de la famille des Euphorbiaceae. Il comprend des sous-arbrisseaux dioïques et de petits arbres dioïques. Il a été décrit pour la première fois en tant que genre en 1824,. Le genre est distribué dans les régions paléotropicales de Madagascar, de l'Asie du Sud et l'Asie du Sud-Est, la Malésie jusqu'à la Mélanésie, Hawaï et l'Australie. La moitié des espèces se trouve en Malésie. Selon une étude phylogénétique moléculaire réalisée par Wurdack, Hoffmann & Chase (2005), Claoxylon est proche de Erythrococca (50 espèces, Afrique). Ensemble, ils forment le sommet d'une phylogénie en forme de peigne,,.
Le genre Claoxylon est généralement facilement reconnaissable parce que les feuilles séchées dans les herbiers de la plupart des espèces sont rugueuses (peu sont lisses).

## Liste des espèces
Selon GBIF (11 juin 2024) :
- Claoxylon abbreviatum J.J.Sm. ex Koord. & Valeton
- Claoxylon abbreviatum J.J.Sm., 1910
- Claoxylon affine Zoll. & Moritzi
- Claoxylon africana Baill.
- Claoxylon albicans (Blanco) Merr.
- Claoxylon albiflorum Pax & K.Hoffm.
- Claoxylon ambrense McPherson
- Claoxylon angustifolium Müll.Arg.
- Claoxylon anomalum Hook.f.
- Claoxylon appreviatum J.J.Sm. ex Koord. & Valeton
- Claoxylon arboreum Elmer
- Claoxylon attenuatum Airy Shaw
- Claoxylon attenuatum AiryShaw
- Claoxylon australe Baill.
- Claoxylon australe Baill. ex Müll.Arg.
- Claoxylon bicarpellatum K.Schum. & Lauterb.
- Claoxylon biciliatum Guillaumin
- Claoxylon brachyandrum Pax & K.Hoffm.
- Claoxylon capillipes Airy Shaw
- Claoxylon capillipes AiryShaw
- Claoxylon carinatum Airy Shaw
- Claoxylon carinatum AiryShaw
- Claoxylon carolinianum Pax & K.Hoffm.
- Claoxylon carrii Airy Shaw
- Claoxylon carrii AiryShaw
- Claoxylon centenarium Koidz.
- Claoxylon colfsii Airy Shaw
- Claoxylon colfsii AiryShaw
- Claoxylon collenettei L.Riley
- Claoxylon coriaceolanatum Airy Shaw
- Claoxylon coriaceolanatum AiryShaw
- Claoxylon crassipes Pax & K.Hoffm.
- Claoxylon crassivenium Pax & K.Hoffm.
- Claoxylon cuneatum J.J.Sm.
- Claoxylon decaryanum Leandri
- Claoxylon dipulvinum Setiawan
- Claoxylon dolichostachyum Cordem.
- Claoxylon echinospermum Müll.Arg.
- Claoxylon ellipticum Merr.
- Claoxylon erythrophyllum Miq.
- Claoxylon euphorbioides (Elmer) Merr.
- Claoxylon extenuatum Airy Shaw
- Claoxylon extenuatum AiryShaw
- Claoxylon fallax Müll.Arg.
- Claoxylon flavum Scott Elliot
- Claoxylon fulvescens Airy Shaw
- Claoxylon fulvescens AiryShaw
- Claoxylon gillisonii Airy Shaw
- Claoxylon gillisonii AiryShaw
- Claoxylon glabrifolium Miq.
- Claoxylon glandulosum Boivin ex Baill.
- Claoxylon goodenoviense Airy Shaw
- Claoxylon goodenoviense AiryShaw
- Claoxylon grandidentatum Boiv.
- Claoxylon grandifolium (Poir.) Müll.Arg.
- Claoxylon gymnadenum Airy Shaw
- Claoxylon gymnadenum AiryShaw
- Claoxylon hainanense Pax & K.Hoffm.
- Claoxylon hillii Benth.
- Claoxylon hirsutellum Airy Shaw
- Claoxylon hirsutellum AiryShaw
- Claoxylon hosei (Merr.) Airy Shaw
- Claoxylon humbertii Leandri
- Claoxylon indicum (Reinw. ex Blume) Hassk.
- Claoxylon insigne Airy Shaw
- Claoxylon insigne AiryShaw
- Claoxylon insulanum Müll.Arg.
- Claoxylon kaievskii Airy Shaw
- Claoxylon kaievskii AiryShaw
- Claoxylon khasianum Hook.f.
- Claoxylon kinabaluense Airy Shaw
- Claoxylon kinabaluense AiryShaw
- Claoxylon kingii Hook.f. ex Ridl.
- Claoxylon lambiricum Airy Shaw
- Claoxylon lambiricum AiryShaw
- Claoxylon langbiangense A.Nagah. & Tagane
- Claoxylon ledermannii Airy Shaw
- Claoxylon ledermannii AiryShaw
- Claoxylon linostachys Baill.
- Claoxylon longifolium (Blume) Endl. ex Hassk.
- Claoxylon longifolium Müll.Arg., 1866
- Claoxylon longipetiolatum Kurz
- Claoxylon longiracemosum Hosok.
- Claoxylon lutescens Pax & K.Hoffm.
- Claoxylon macranthum Müll.Arg.
- Claoxylon mananarense Leandri
- Claoxylon marianum Müll.Arg.
- Claoxylon medullosum Baill.
- Claoxylon microcarpum Airy Shaw
- Claoxylon microcarpum AiryShaw
- Claoxylon monoicum Baill.
- Claoxylon muscisilvae Airy Shaw
- Claoxylon muscisilvae AiryShaw
- Claoxylon neoebudicum (Guillaumin) Airy Shaw
- Claoxylon nervosum Pax & K.Hoffm.
- Claoxylon nigtanig Airy Shaw
- Claoxylon nigtanig AiryShaw
- Claoxylon nubicola Airy Shaw
- Claoxylon nubicola AiryShaw
- Claoxylon oblanceolatum (Merr.) Pax & K.Hoffm.
- Claoxylon oliganthum Airy Shaw
- Claoxylon oliganthum AiryShaw
- Claoxylon ooumuense Fosberg & Sachet
- Claoxylon papuae Airy Shaw
- Claoxylon papuae AiryShaw
- Claoxylon parviflorum A.Juss.
- Claoxylon paucinerve Airy Shaw
- Claoxylon paucinerve AiryShaw
- Claoxylon perrieri Leandri
- Claoxylon physocarpum Airy Shaw
- Claoxylon physocarpum AiryShaw
- Claoxylon platyphyllum Airy Shaw
- Claoxylon platyphyllum AiryShaw
- Claoxylon porphyrostemon Airy Shaw
- Claoxylon porphyrostemon AiryShaw
- Claoxylon praetermissum Airy Shaw
- Claoxylon praetermissum AiryShaw
- Claoxylon pseudoinsulanum Pax & K.Hoffm.
- Claoxylon psilogyne Airy Shaw
- Claoxylon psilogyne AiryShaw
- Claoxylon pubescens Quisumb.
- Claoxylon purpureum Merr.
- Claoxylon putii Airy Shaw
- Claoxylon putii AiryShaw
- Claoxylon racemiflorum Baill.
- Claoxylon raymondianum Leandri
- Claoxylon rostratum Airy Shaw
- Claoxylon rostratum AiryShaw
- Claoxylon rubescens Miq.
- Claoxylon rubrivenium Pax & K.Hoffm.
- Claoxylon salicinum Airy Shaw
- Claoxylon salicinum AiryShaw
- Claoxylon salomonense Airy Shaw
- Claoxylon salomonense AiryShaw
- Claoxylon samoense Pax & K.Hoffm.
- Claoxylon sanctae-crucis Airy Shaw
- Claoxylon sanctae-crucis AiryShaw
- Claoxylon sandwicense Müll.Arg.
- Claoxylon sarasinorum Pax & K.Hoffm.
- Claoxylon scabratum (Pax & K.Hoffm.) Airy Shaw
- Claoxylon setosum Coode
- Claoxylon spathulatum Pax & K.Hoffm.
- Claoxylon stapfianum Airy Shaw
- Claoxylon stapfianum AiryShaw
- Claoxylon stylosum McPherson
- Claoxylon subbullatum Airy Shaw
- Claoxylon subbullatum AiryShaw
- Claoxylon subsessiliflorum Croizat
- Claoxylon subviride Elmer
- Claoxylon taitense Müll.Arg.
- Claoxylon tenerifolium (F.Muell. ex Baill.) F.Muell.
- Claoxylon tenuiflorum Airy Shaw
- Claoxylon tenuiflorum AiryShaw
- Claoxylon tetracoccum Airy Shaw
- Claoxylon tetracoccum AiryShaw
- Claoxylon tsaratananae Leandri
- Claoxylon ubanghense A.Chev.
- Claoxylon velutinum J.J.Sm.
- Claoxylon vitiense Gillespie
- Claoxylon wallichianum Müll.Arg.
- Claoxylon warburgianum Pax & K.Hoffm.
- Claoxylon winkleri Pax & K.Hoffm.
- Erythrochilus indicus Reinw.

## Systématique
Le nom correct complet (avec auteur) de ce taxon est Claoxylon A.Juss..
Ce taxon porte en français le nom vernaculaire ou normalisé suivant : Claoxylon.
Claoxylon a pour synonymes :
- Erythrochilus Reinw.
- Erythrochilus Reinw. ex Blume
- Erythrochylus C.G.C.Reinwardt, 1825
- Quadrasia Elmer